# メドウ

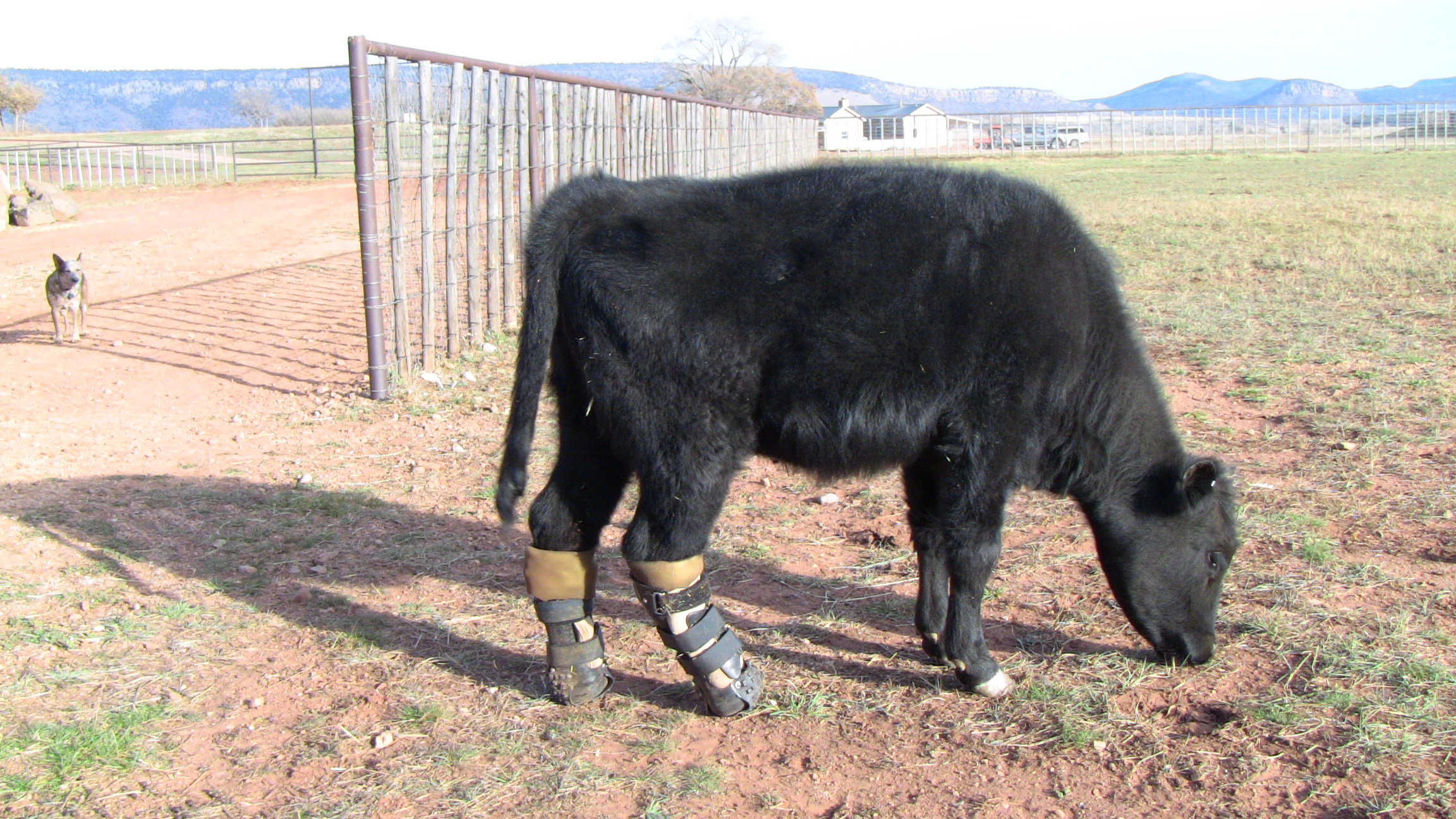
義足を装着したメドウ

メドウ(Meadow)は、アメリカ合衆国で飼育されているブラックアンガス種メスの子牛であり、世界で初めて2つの義足を装着した牛であると考えられている。
なお、meadowは英語で草地・牧草地の意味である。

## 概要
メドウはニューメキシコ州北東部のツイン・ウィローズ牧場で生まれた。凍傷で両方の後脚の蹄を失い、隣の敷地内で重傷を負っているのをナンシー・ディケンソンが発見した。ディケンソンは、それまで怪我をした数十頭の動物を助けてきた。負傷した子牛を見て、ディケンソンは子牛に再び歩けるようにしてやりたいと考えた。
医師は、メドウが質の高い生活を送れるように獣医師と相談し、子牛の後肢の一部を切断し、義足を装着した。コロラド州の獣医であるロバート・カランは、これが義足を2つ装着した初の子牛だと考えていると述べている。この主張は、他の獣医師の診療所や学校での話に基づくものである。

## 手術
この手術は、コロラド州立大学(CSU)獣医学部附属病院で行われた。この手術には、5人の麻酔科医、専門の大型動物獣医師、外科医、そしてCSUの獣医学生が参加した。麻酔科医の数が多かった理由は、牛の麻酔には多くの困難が伴うためである。その中でも最も難しいのは、手術中に寝かせた状態で胃の内容物を誤って気管内に飲み込んでしまわない（誤嚥しない）ようにすることである。
人間が待期的手術（緊急でない手術）を受ける場合は、その前に飲食をしない期間が設けられる。これは、患者の胃を空にして、麻酔下にある状態で胃の内容物を誤嚥しないようにするためである。これは、家畜を扱う場合にはできない。牛の胃には、巨大な発酵槽のような働きをする区画がある。つまり、絶食しても胃を空にすることができない。そのため、胃の中の食物が口まで逆流してしまうことが多い。大量の唾液も相まって、この子牛は誤嚥の可能性が非常に高い。誤嚥すると、気道閉塞や肺炎につながる可能性がある。

## 復帰
メドウは手術に成功し、義足を装着して牧場に戻った。ディケンソンによると、メドウはツイン・ウィローズ牧場の新しい家で療養し、新しい足にも順調に馴染んでいるという。メドウは走ったり草を食べたりしている姿を見ることができ、近くの囲いにいるヤギと仲良くしていると伝えられている。